# 27120 Isabelhawkins
27120 Isabelhawkins este un asteroid din centura principală de asteroizi.

## Descriere
27120 Isabelhawkins este un asteroid din centura principală de asteroizi. A fost descoperit pe 28 noiembrie 1998 la Cocoa de Ian P. Griffin. Asteroidul prezintă o orbită caracterizată de o semiaxă mare de 2,42 ua, o excentricitate de 0,18 și o înclinație de 2,3° în raport cu ecliptica.